# Hilde Holovsky
Hilde Holovsky (Vienna, 29 aprile 1917 – Vienna, 3 luglio 1933) è stata una pattinatrice artistica su ghiaccio austriaca, specializzata nel singolo.

## Palmarès
| Internazionali       | Internazionali | Internazionali | Internazionali |
| Evento               | 1931           | 1932           | 1933           |
| -------------------- | -------------- | -------------- | -------------- |
| Campionati mondiali  | 2°             |                | 3°             |
| Campionati europei   | 3°             | 4°             | 4°             |
| Nazionali            |                |                |                |
| Campionati austriaci |                | 1°             | 1°             |